# Wolfram Beck
Wolfram Beck (* 30. April 1930 in Greiz; † 10. Januar 2004 in Berlin) war ein deutscher bildender Künstler. Er schuf unter anderem die Goldene Kamera, den Film- und Fernsehpreis der Hörzu.

## Leben

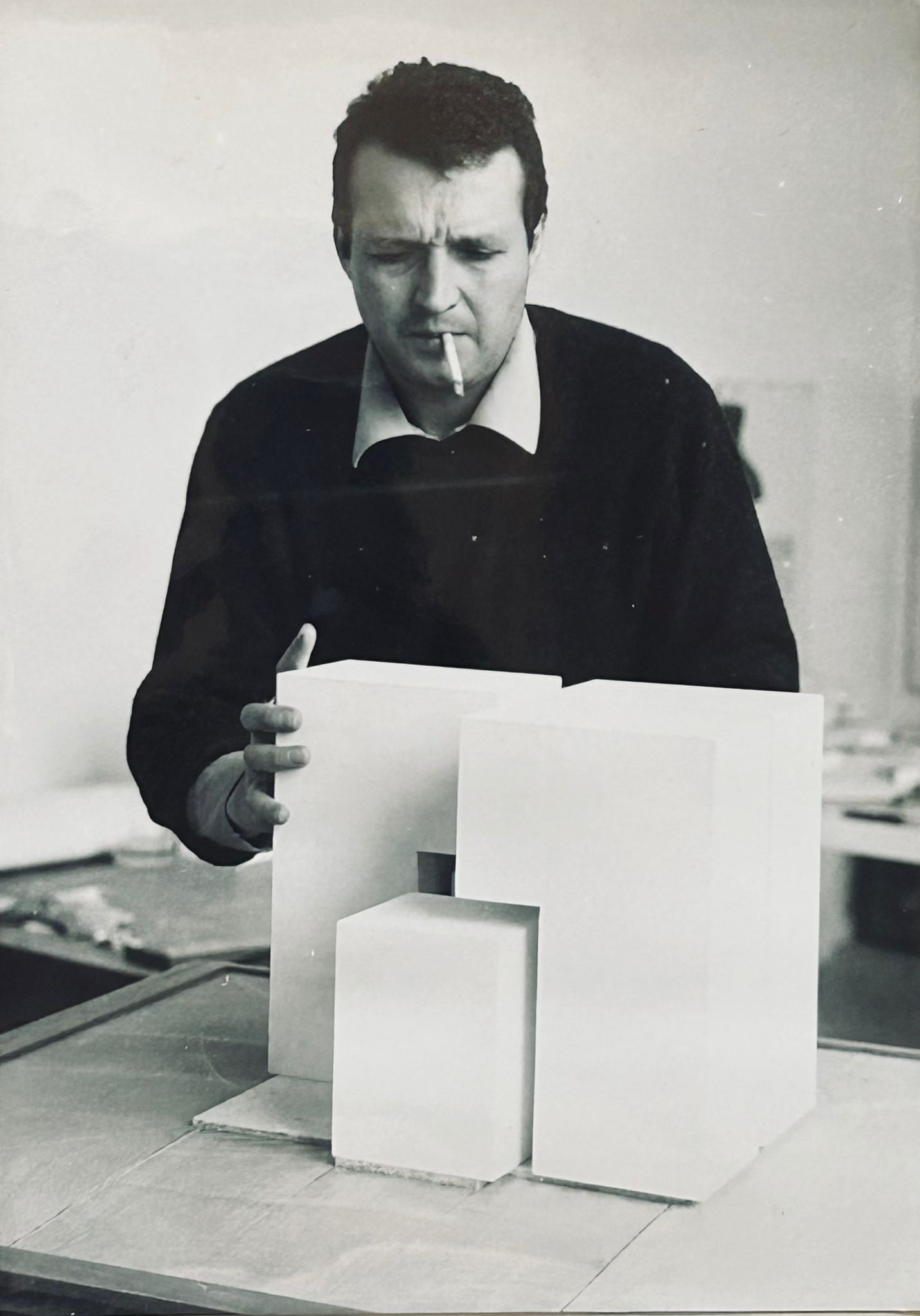
Wolfram Beck, 1967

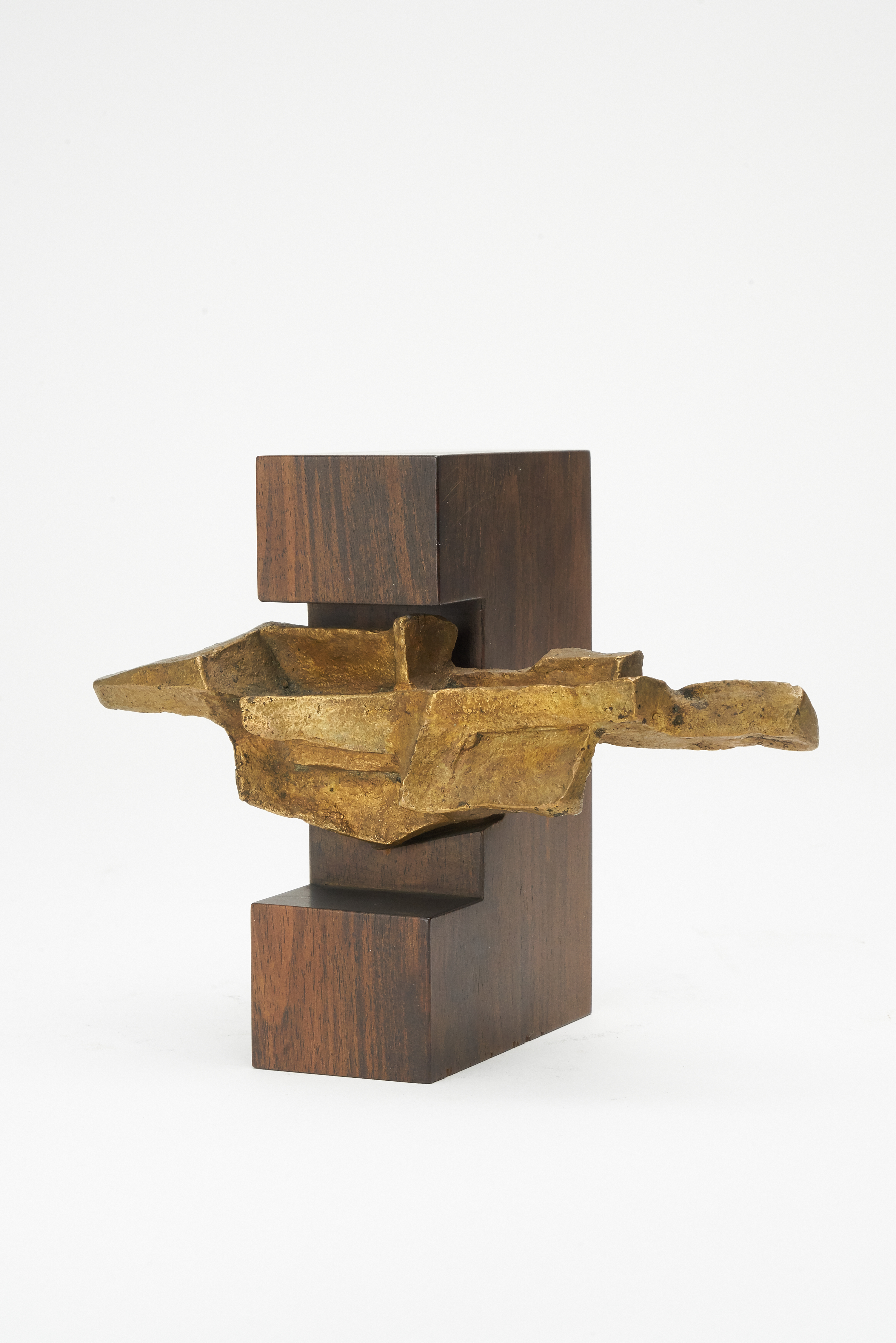
Bronzeguss, 1966, Bronze, Holzsockel

Wolfram Beck war das erstgeborene Kind eines Kaufmanns und einer Kunststickermeisterin. Als 14-Jähriger wurde er im Jahr 1944 aus dem humanistischen Gymnasium zum Flakhelferdienst eingezogen, wo er durch eine Granate schwer verwundet wurde. Er verbrachte längere Zeit im Kriegslazarett, eine Erfahrung, die ihn nie losgelassen hat. Sein Vater fiel 1945 an der Ostfront.
Nach Abschluss einer Drechslerlehre in Greiz setzte er 1948 in den folgenden zwei Jahren seine Ausbildung zum Holzbildhauer an der Schnitzschule Empfertshausen in der Rhön bei dem Bauhausschüler Wilhelm Löber fort. Ein Leben in der DDR war für ihn unvorstellbar. Nach der Zeugnisausgabe ging er zu Fuß über die grüne Grenz in den Westen. Mit harter Lohnarbeit in der Essener Zeche Fritz-Heinrich und im Hamburger Hafen finanzierte er danach den Rest seiner Schulbildung, die er schließlich mit einem „Spätabitur“ abschloss. Eine erste Gelegenheit seinen Unterhalt mit Bildhauerarbeit zu verdienen, ergab sich bereits 1951, als er Exponate für die „Große Gesundheitsausstellung Köln“ gestaltete, darunter Darstellungen des menschlichen Gefäßsystems. Bis 1955 arbeitete er bei Professor Willy Meller in Köln als Bildhauergehilfe.
Von 1955 bis 1960 studierte Beck an der Staatlichen Hochschule für Bildende Künste in Berlin bei Professor Paul Dierkes. In dieser Zeit schuf er zahlreiche Holzskulpturen, deren Motive er später auch mit anderen Materialien variierte. Sein Studium schloss er mit der Ernennung zum Meisterschüler ab.
Ganz in der Tradition der Holzbildhauerei gestaltete er in dieser Zeit im Auftrag Grabmale. Dazu gehörte die Bestimmung der Form und Proportion der Holz-Stele, des Gedenksteins oder Monuments. Auch der Vorschlag eines Gedenkspruchs oder Bibelzitats und die Auswahl und der Satz der Schrift gehörte traditionell zum Werkumfang.
Nach Abschluss des Studiums erhielt Wolfram Beck Aufträge für Porträt-Büsten für private Auftraggeber sowie Einladungen zur Beteiligung an Ausschreibungen und Aufträge aus dem Programm Kunst am Bau. 1965 erhielt er den Auftrag, den ersten Fernsehpreises Goldene Kamera für den Axel-Springer-Verlag zu schaffen. Der Preis wurde 1966 erstmals verliehen.
Seit 1965 war er mit Bärbel Wendt verheiratet, einer Schauspielerin, die aus einer Unternehmerfamilie stammte. Eine finanzielle Unterstützung durch den Schwiegervater erlaubte es Beck in den kommenden Jahrzehnten, sich seiner Kunst zu widmen, ohne beständig von Existenzängsten geplagt zu sein. Aus der Ehe gingen zwei Kinder hervor.
In den frühen 1970er Jahren lebte und arbeitete er in der Lüneburger Heide. Ab den frühen 80er Jahren lebte die Familie in Berlin und in Tourrettes-sur-Loup in Südfrankreich. Wie viele Künstler vor ihm war Beck auf der Suche nach dem für den Kunstschaffenden perfekten Licht der Provence.
Sein Sohn Arnold Beck starb 1981 mit 13 Jahren bei einem Verkehrsunfall. Das traumatische Erlebnis stürzte den Vater in eine Sinnkrise. Dieser Verlust setzte die bereits erlittenen Traumata des Verlusts der eigenen Unversehrtheit und des Verlusts des Vaters auf tragische Weise fort. In seinem künstlerischen Schaffen resultierte daraus eine langanhaltende Auseinandersetzung mit dem Thema des Übergangs vom Leben zum Tod, zunächst noch figürlich, dann in völliger Abstraktion.
Im Jahr 1982 wirkte Beck im Rahmen der Strawinsky-Tage in experimenteller Weise mit dem Dirigenten Hugo Käch und den Berliner Philharmonikern in dem Versuch zusammen, „Musik zu verbildlichen und Skulpturen zu vertonen“.
In den letzten zwei Jahrzehnten seines Lebens zog sich Beck zunehmend von seiner Umwelt zurück, um sich im ehemaligen Atelierhaus von Louis Tuaillon in Berlin-Grunewald ganz der Kunst zu widmen. Allen Skulpturen gingen unzählige präzise Skizzen und Motivvariationen voran. Zu den dominierenden Materialien in seinem Schaffen wurden Stahl, Plexiglas, Bronze und Stein. Frühwerke, die in Gips und Holz entstanden waren, wurden entsprechend übersetzt.
Wolfram Beck starb am 10. Januar 2004 im Alter von 73 Jahren in Berlin. Beigesetzt wurde er im Erbbegräbnis Wendt auf dem Friedhof IV der Jerusalems- und Neuen Kirche an der Bergmannstraße in Berlin-Kreuzberg. Dort erinnert eine Inschriftentafel aus Metall an ihn.

## Werk

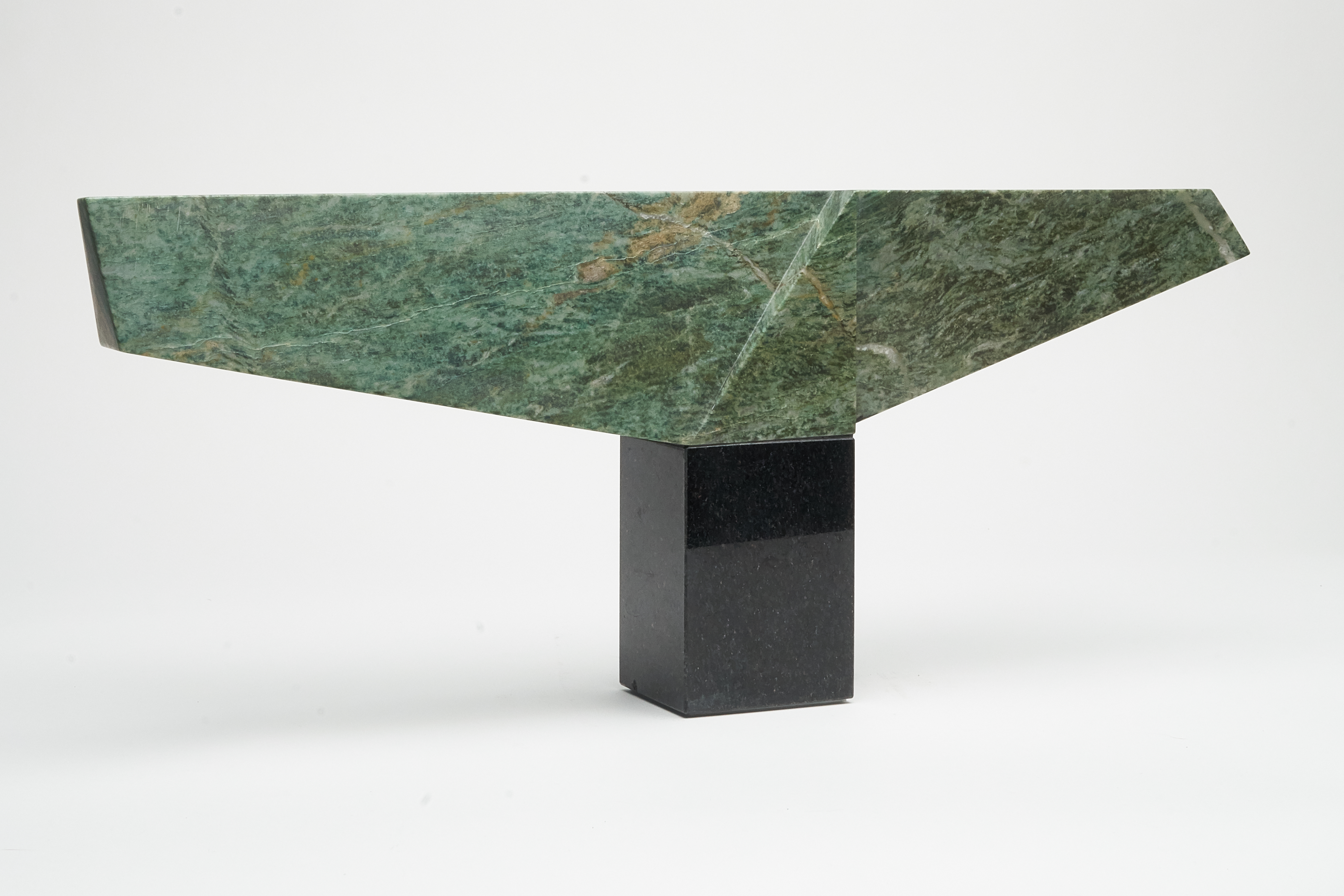
Steinarbeit, 1998, Granit

Zu Beginn seiner Schaffenszeit fertigte Beck große organische Holzarbeiten, Porträtbüsten und Torsi aus Beton und Bronze, gefolgt von konstruktiven Holz- und Edelstahlarbeiten. Später arbeitete er mit Acrylglas, Styrodur und zuletzt Naturstein. Seine Werke zeichnen sich durch äußerst präzise Formen aus.
Auch seine sehr farbige und großflächige Malerei zeigt exakte Formen und erinnert an Architektur und zweidimensionales plastisches Werk.
Beck verlieh seinen Werken keine Titel und signierte Zeichnungen in den späteren Jahren nicht mehr, Gemälde signierte er nie. Ihn irritierte, dass eine Signatur die präzise Komposition störte und schwungvolles Signieren erschien dem hoch sensiblen zurückhaltenden Künstler als befremdlich, wie seine Tochter berichtet.

## Rezeption
"Wolfram Beck war ein Meister der ästhetischen Strenge und handwerklichen Präzision mit hoher Sensibilität für die Bearbeitung des jeweiligen Materials …"

## Ausstellungen (Auswahl)
- 1961 „Berliner Künstler stellen aus“, Verlagshaus Axel Springer, Berlin
- 1962 Berliner Künstler, Bauzentrum Essen, Essen
- 1964 „Große Berliner Kunstausstellung“, Berlin
- 1964 „Zeitgenössisches Schaffen Berliner Maler und Bildhauer“, Theater der Stadt Lünen
- 1974 Gemeinsame Ausstellung mit Hans Heidenreich, Galerie an der Hundekehle, Berlin
- 1990 Graphisches und Plastisches Werk, Atelier Louis Tuaillon, Berlin
- 1992 Gesamtschau und Grafiken, Atelier Louis Tuaillon, Berlin
- 1997 Arbeiten von 1992-1997, neue Arbeiten in Acrylglas, Atelier Louis Tuaillon, Berlin
- 2000 Retrospektive Werkschau, Atelier Louis Tuaillon, Berlin
- 2022 Skulpturen, Assemblagen, Zeichnungen und Gemälde, Salongalerie "Die Möwe", Berlin

## Auftragsarbeiten
- Für Egon Eiermann
- Für Familie Axel Springer
- Für Eduard Rhein
- Für Industriellenfamilie Ludowigs
- Für Industriekonzern Slip-Naxos, Schweden
- Für BHI Bank für Handel und Industrie
- Für Oswin Mechsner
- Für Carl Eric Ziemen
- Für Berliner Terrasit Industrie